# Jakob Fugger
Jakob Fugger (6. března 1459, Augsburg – 30. prosince 1525, tamtéž), uváděný rovněž s predikátem z Lilie (německy von der Lilie) či s přízviskem Bohatý, méně často také jako Jakob II. Fugger, byl příslušníkem augsburského obchodnického rodu Fuggerů a mezi léty přibližně od roku 1495 až 1525 jeden z nejvýznamnějších obchodníků, bankéřů a důlních podnikatelů v Evropě. Ze své rodinné firmy po několika desetiletích dokázal vytvořit podnik celoevropského významu spolupracující s nejvýše postavenými lidmi své doby. Své vzdělání získal již jako čtrnáctiletý chlapec v Benátkách, kde se přibližně do roku 1487 zdržoval. Jakob Fugger byl zároveň duchovním, získal dokonce obročí, nicméně v klášteře nikdy nežil.
Základ rodinného majetku tvořily příjmy především z obchodování s bavlnou v Itálii. V Augsburgu vlastnili Fuggerové rovněž obchod s plátnem a přízí. Rodinná firma zažila rychlý růst poté, co bratři Ulrich, Georg a Jakob Fuggerové začali realizovat bankovní půjčky a obchody s habsburským rodem a papežskou kurií a současně započali s horním podnikáním v Tyrolsku a od roku 1493 zejména na dnešním Slovensku, kde mohutnými investicemi do těžby stříbra a mědi vybudovali bezkonkurenčně největší podnik a dnešní Slovensko se díky tomu v té době stalo největším producentem mědi na světě. Od roku 1525 vlastnila firma rodiny Fuggerů rovněž práva k dobývání rtuti a cinabaritu v Almadénu v Kastilii.
Po roce 1487 stanovil Jakob Fugger obchodní politiku firmy a směr, kterým se bude ubírat. To mělo za následek, že se po více než deseti letech z běžného obchodního podniku stala významná firma evropského formátu s výrazným podílem v báňském a bankovním sektoru.
Firma rodiny Fuggerů pak dokonce dočasně získala téměř monopolní postavení na evropském trhu s mědí. Tu ze slovenských dolů s pomocí portugalských mořeplavců vyvážela především do východní Indie. S pomocí Španělů expandovala rovněž do Ameriky, kam kromě kovů exportovala také tkaniny, cenná koření a další výrobky. S portugalskou flotilou se v letech 1505 až 1506 sám zúčastnil cesty německých obchodníků do Indie.
Svojí finanční podporou habsburskému domu ovlivňoval augsburský bankéř evropskou politiku. Financoval mocenský vzestup císaře Maxmiliána I. jakož i rozhodující volbu jeho vnuka, španělského krále Karla I., pozdějšího Karla V., za císaře Svaté říše římské. Jakob Fugger financoval rovněž sňatkovou politiku, která v konečném důsledku pojistila Habsburkům vládu nad Čechami a Uhrami.
Trvalou popularitu si Jakob Fugger zajistil zřízením dobročinné nadace. Ta v roce 1521 založila v Augsburgu předměstí Fuggerei, v němž za symbolický nájem bydleli chudí augsburští občané společně s řemeslníky a nádeníky. Toto sídliště funguje dodnes a je nejstarším sociálním bydlením na světě.
Rodina byla v roce 1473 obdařena erbem. Zakoupením hrabství Kirchberg a panství Weißenhorn s městem Weißenhorn jakož i panství Wullenstetten a Pfafenhofen jižně od Ulmu získal v roce 1507 Jakob Fugger pro svou rodinu predikát z Lilie (von der Lilie), v roce 1511 dosáhl povýšení do šlechtického stavu. Povýšení obchodníka na svobodného pána nemělo v té době v říši obdoby.
V roce 1514 získali Fuggerové od císaře Maxmiliána I. titul říšského hraběte.
Majetek nepředstavitelných rozměrů, který dokázal Jakob Fugger za svůj život nashromáždit, mu vysloužil přídomek Bohatý (německy "der Reiche"), kterým bývá velmi často označován.

## Život

### Původ, vzdělání a mládí v Benátkách

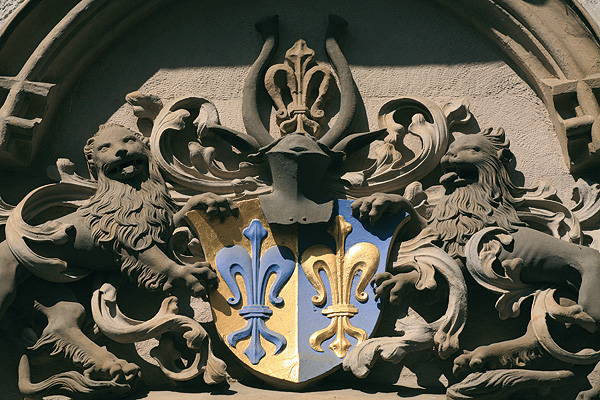
Erb Fuggerů z Lilie udělený v roce 1473

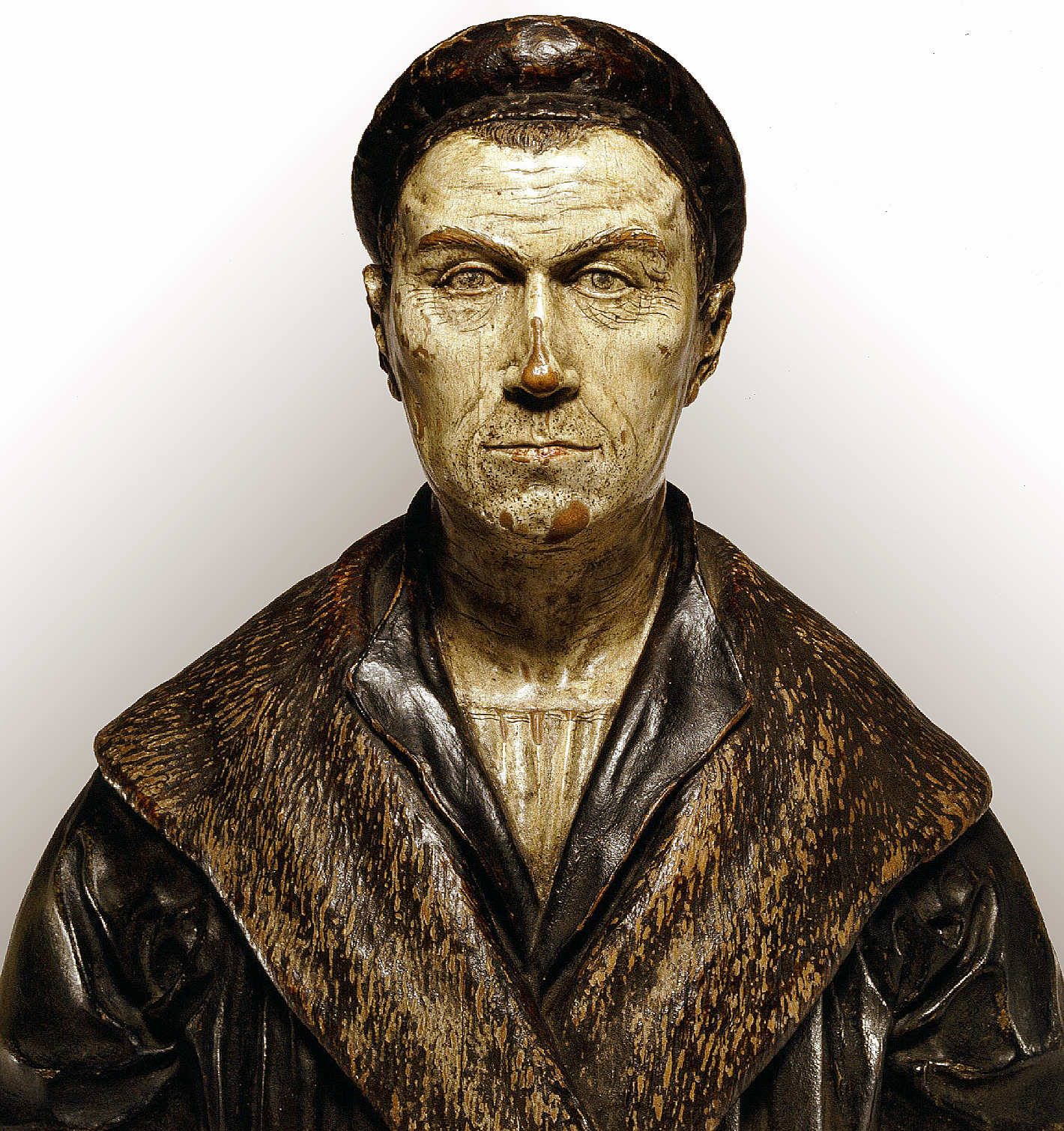
Conrad Meit, Jakob Fugger (kolem 1515)

Jakob Fugger se narodil jako desáté z jedenácti dětí Jakoba Fuggera staršího (* po roce 1398; † 1469) a jeho ženy Barbary (1419–1497), dcery mincmistra Franze Bäsingera. Fuggerové v té době tvořili druhou generaci měšťanů v Augsburgu, kde se etablovali jako úspěšní obchodníci a podnikatelé. Dědeček Jakoba Fuggera Hans Fugger přišel do Augsburgu v roce 1367 z nedaleké vsi Graben. O dva roky později získal plná měšťanská práva a začal obchodovat s plátnem a přízí zejména s Itálií, což mu vyneslo značný majetek. Také se stal jako cechovní mistr a později představený celého cechu členem městské rady.
Starší bratři Ulrich (1441–1510) a Georg (1453–1506) položili základy celoevropského působení rodinné firmy, když v roce 1470 založili faktorie v důležitých obchodních městech Benátkách a Norimberku. Starší bratři Jakoba Fuggera Andreas a Hans zemřeli v mladém věku v Benátkách. Jeho další bratr Markus se stal duchovním a od roku 1470 působil jako písař v papežské kanceláři v Římě, kde také v roce 1478 zemřel. Další z bratrů Peter zemřel rovněž v mladém věku v Norimberku. Díky úvěrům, jež poskytoval Ulrich Fugger starší císaři Fridrichu III. Habsburskému, získala rodina v roce 1473 nobilitaci a byl jim udělen erb, jenž tvoří polcený štít s modrou lilií v prvním zlatém poli a zlatá lilie ve druhém modrém poli. Po tomto erbu byla pak tato větev rodiny nazývána z Lilie (von der Lilie).
Do roku 2009 byli historikové přesvědčeni o tom, že Jakob Fugger jako dvanáctiletý chlapec získal nižší svěcení a do roku 1478 žil v klášteře v Herriedenu. Dokument objevený v Haus, Hof und Staatsarchivu ve Vídni ovšem dokládají, že Jakob Fugger již v roce 1473 jako čtrnáctiletý chlapec zastupoval fuggerovskou firmu v Benátkách.
Nejnovější poznatky nasvědčují tomu, že Jakob Fugger žil mezi lety 1473 až 1487 v benátském domě německých obchodníků Fondaco dei Tedeschi. Benátky byly ve své době jedním z nejvýznamnějších obchodních center celé středomořské oblasti a Jakob Fugger zde získal i vzdělání v bankovnictví a především v obchodování s kovy. Mnohaletý pobyt v Benátkách později vedl k tomu, že Jakob Fugger nechal stavět jedny z prvních domů v renesančním slohu v Německu. Také architektonická a právní struktura jím založeného sídliště Fuggerei nese stopy pravděpodobné inspirace sociálních sídlišť v Benátkách.

## Manželství, dědictví a nástupci

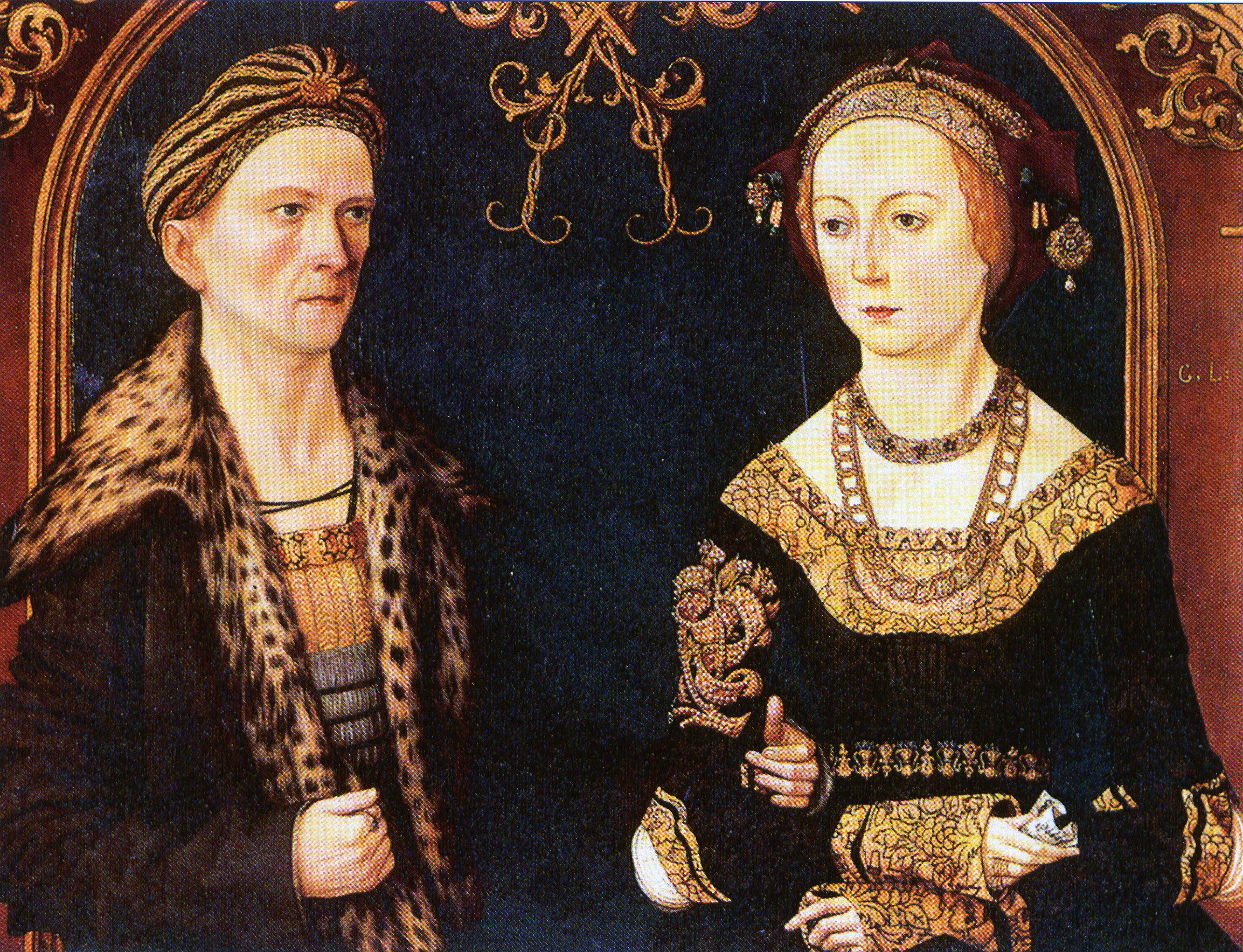
Portrét manželů Jakoba a Sybilly Fuggerových okolo roku 1500.

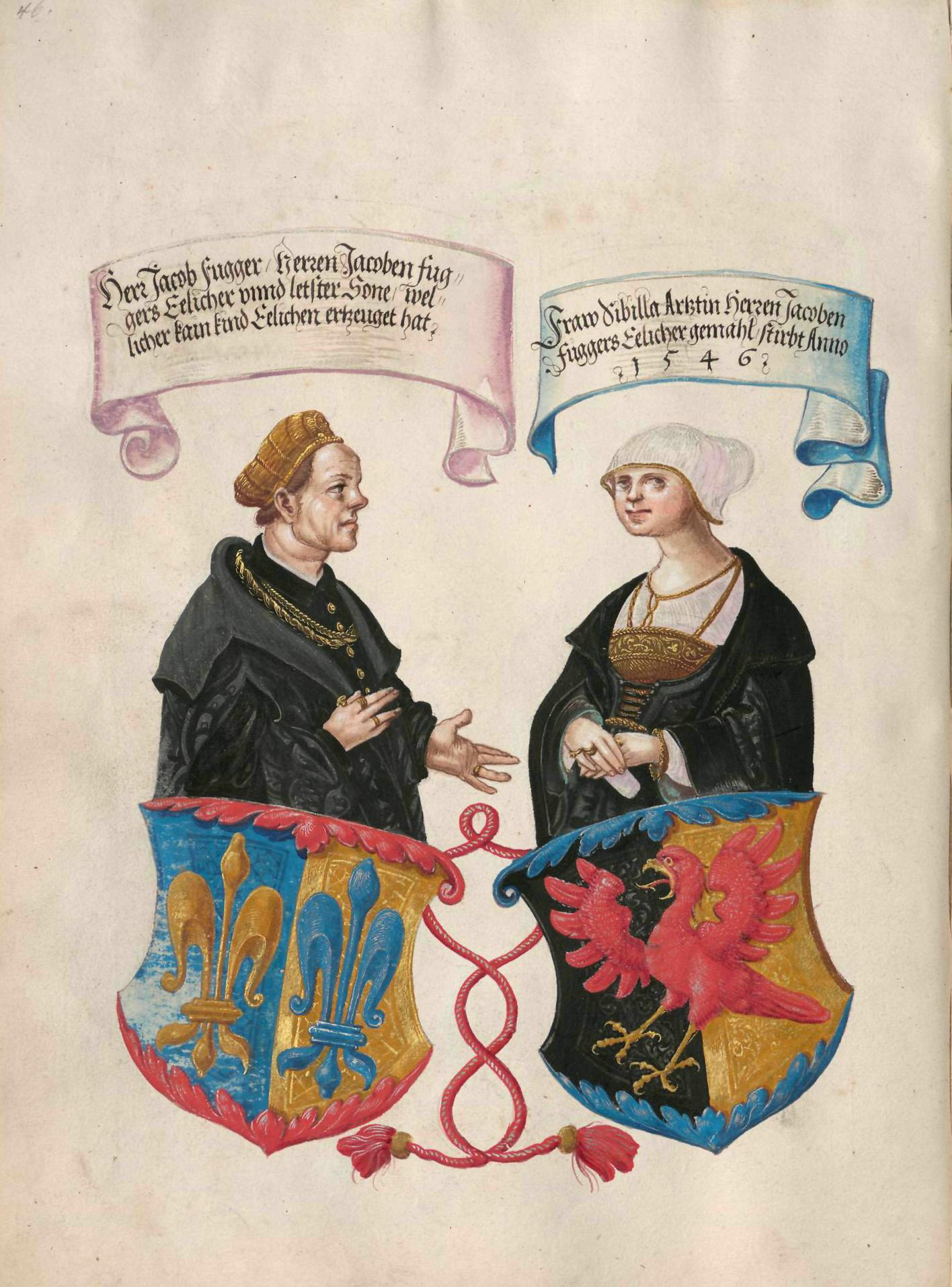
Manželé Jakob a Sybilla Fuggerovi se svými rodovými erby na miniatuře z dílny Jörga Breua mladšího (1545-1549)

V roce 1498 se téměř čtyřicetiletý Jakob Fugger oženil. Za manželku si vzal teprve osmnáctiletou Sibyllu Arztovou (někdy psánu také jako Artztovou), dceru významného a váženého augsburského měšťana. Tímto sňatkem získal, stejně jako jeho dva starší bratři Ulrich a Georg, přístup k využívání Augsburského panského výčepu. Krátce po svatbě zakoupil v letech 1502 až 1506 pro svou manželku v Basileji šperky pocházející z burgundského pokladu. Celková hodnota tohoto nákupu činila 40 000 guldenů. Tyto šperky pocházely jako kořist z bitvy mezi Švýcary a Karlem Smělým v roce 1476. Po čase však Jakob Fugger začal trávit mnohem více času ve své kanceláři a na obchodních cestách než se svou ženou. Jejich manželství nakonec zůstalo bezdětné. Po Jakobově smrti 13. prosince 1525 se vdova Sybilla Fuggerová oproti všem tradičním zvyklostem o zachování smutku již o krátkých sedm týdnů později vdala za Konrada Rehlingera, příslušníka augsburské patricijské rodiny a někdejšího obchodního partnera svého bývalého muže. Konrad Rehlinger nakonec konvertoval k protestantismu.
Jakob Fugger zemřel jako patrně nejbohatší podnikatel v Evropě v té době. Rozvaha vypracovaná jeho dědici v roce 1527 vykazovala výši aktiv 3 000 058 guldenů, pasiva pak tvořila částku 867 797 guldenů. Přebytek tak činil více než 2,1 milionu. Přepočet tohoto jmění do dnešní hodnoty je téměř nemožný. Jelikož manželství Jakoba a Sybilly Fuggerových bylo bezdětné, přešel jejich majetek po Jakobově smrti do rukou jeho synovců Antona a Raymonda Fuggerových, kdy Anton stanul v čele společnosti a do roku 1546 toto jmění ještě jednou zdvojnásobil. Jeho smrtí v roce 1560 končí slavný věk podnikatelských aktivit rodu Fuggerů.

## Dobové portréty od Dürera a jiných malířů
V roce 1518 se Albrecht Dürer zdržoval v Augsburgu na Říšském sněmu jako zástupce města Norimberku. Při této příležitosti vznikla skica s portrétem Jakoba Fuggera. Pozdější slavná Dürerova olejomalba z roku 1519 se dnes nachází ve Státní galerii starých německých mistrů ve Schaezlerovském paláci v Augsburgu. Dřívější přesná kresba kompletní postavy nakreslená Dürerem vznikla sice už v období let 1505/1506, její provedení se ovšem do dnešní doby nedochovalo a je považováno za ztracené. Zachovaly se ovšem kresby Hanse Holbeina staršího a Hanse Burgkmaira staršího jakož i portrét od Hanse Malerse ze Schwazu. Původní je rovněž zobrazení Jakoba Fuggera v rodinné kapli svaté Anny vytvořené Jörgem Breuem starším. Jakob Fugger se později objevil ještě na několika pozdějších historických malbách.
Dřevořezba z chórové lavice z kaple svaté Anny, jež zobrazuje Jakoba Fuggera jako stojícího římského vojevůdce, je pouze pozdější kopií nedochovaného originálu. Sbírku medailí a medailonů s jeho podobiznou lze zhlédnout ve Fuggerovském muzeu v Babenhausenu.

## Stavebník
- Fuggerei, Augsburg
- Kaple Fuggerů v kostele sv. Anny v Augsburgu (oltář v kapli vytvořil Adolf Daucher)
- Dominikánský klášter sv. Magdaleny v Augsburgu
- Kostel sv. Blase, Almagro
- palác Fuggerů (Fúcares) v Almagru